# Sebastian Cuny

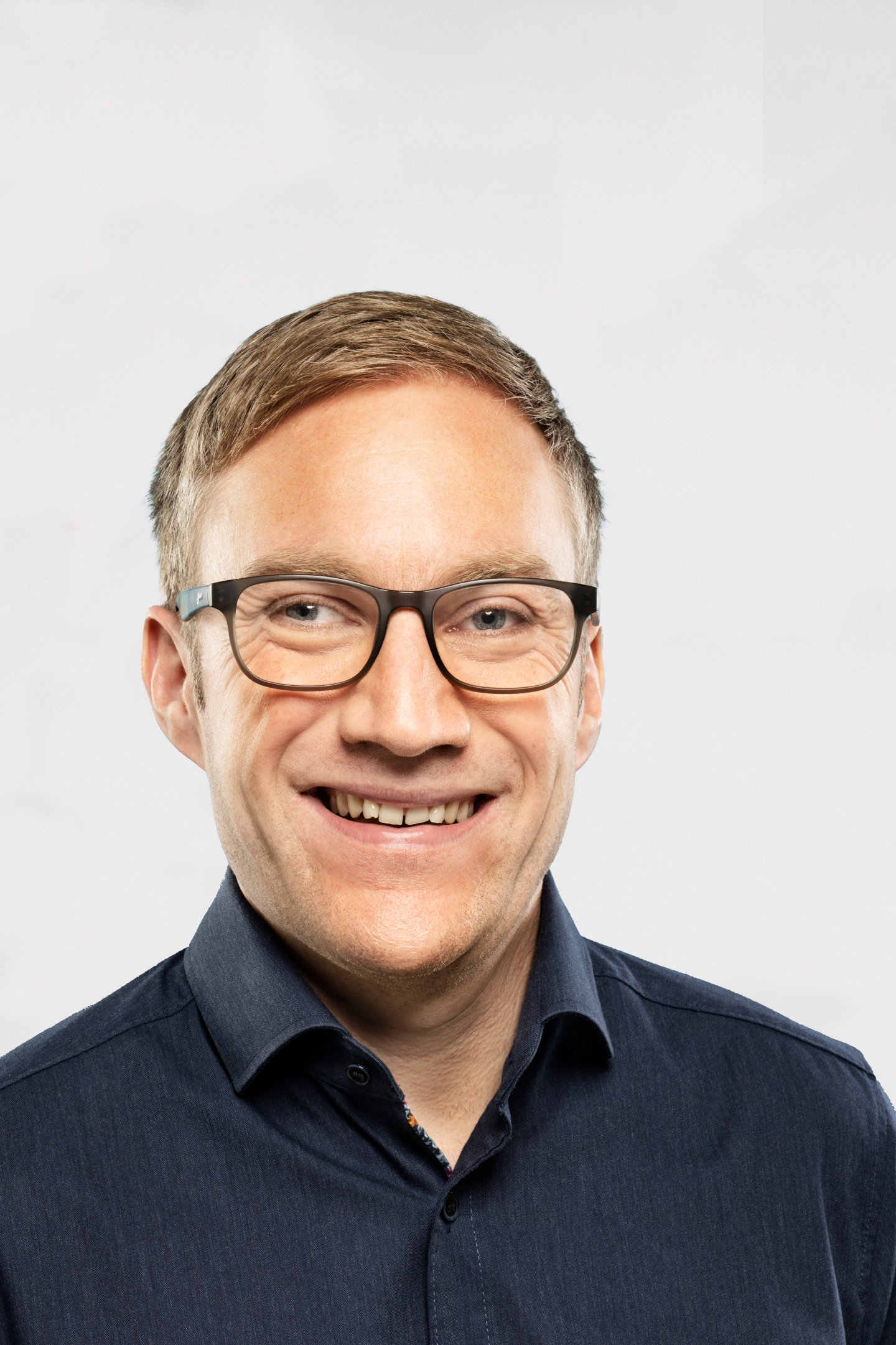
Sebastian Cuny (2021)

Sebastian Cuny (* 7. September 1978 in Heidelberg) ist ein deutscher Politiker der SPD und seit 2021 Abgeordneter im Landtag von Baden-Württemberg.

## Leben und Beruf
Cuny besuchte die Kurpfalzgrundschule in Schriesheim und das St. Raphael Gymnasium in Heidelberg. An der Universität Mannheim studierte er Politikwissenschaft sowie Neuere, Sozial- und Wirtschaftsgeschichte. Daneben absolvierte er ein Fernstudium in PR-Management und wurde im SPD-Parteivorstand zum Trainer für innerparteiliche Bildung ausgebildet. Seit 2006 ist er als selbstständiger PR-Berater tätig, daneben war er Wahlkreisreferent und Büroleiter des Abgeordneten Gerhard Kleinböck.
Cuny, der sowohl die deutsche als auch die französische Staatsbürgerschaft besitzt, lebt in Schriesheim, ist verheiratet und Vater eines Sohnes.

## Politik
Cuny war bereits bei den Jusos engagiert und am Aufbau des Schriesheimer Ortsvereins beteiligt, dessen Vorsitz er daraufhin innehatte. Später wurde diese Juso-AG auch auf das benachbarte Dossenheim ausgedehnt. Auf seine Initiative wurde das Schriesheimer Jugendparlament ins Leben gerufen. Heute ist er stellvertretender Vorsitzender sowohl der SPD Schriesheim, deren 1. Vorsitzender er einst war, als auch des SPD-Kreisverbandes Rhein-Neckar. Im Schriesheimer Stadtrat, dem er seit 2004 angehört, bekleidet er das Amt des SPD-Fraktionssprechers.
Bei der Landtagswahl in Baden-Württemberg 2021 kandidierte Cuny im Wahlkreis Weinheim. Er erhielt 13,4 Prozent der gültigen Stimmen und zog über ein Zweitmandat in den Landtag ein. Dort ist er für die SPD-Landtagsfraktion Mitglied im Ausschuss der Finanzen sowie im Ausschuss für Europa und Internationales. Von 2021 bis Ende 2024 war der Mitglied im Petitionsausschuss des Landtags von Baden-Württemberg.
Im Februar 2025 nominierten ihn die SPD-Mitglieder im Wahlkreis Weinheim mit 100 Prozent als Kandidat für die Landtagswahl am 8. März 2026.